# Temporary Residence Limited
La Temporary Residence Limited, spesso abbreviata Temporary Residence Ltd. e TRL, è un'etichetta discografica indipendente statunitense.

## Storia
Fondata nel 1996 da Jeremy deVine, la Temporary Residence Limited ha iniziato la sua attività pubblicando esclusivamente extended play e singoli di gruppi di Louisville. Nel 1999 l'etichetta ha raddoppiato il catalogo degli artisti e si è specializzata anche nell'incisione di album in studio. Essa ha avuto diverse succursali come la Travels In Constants. Fra gli artisti che hanno inciso per la Temporary Residence Limited si contano gli Sleeping People, i Maserati, gli Explosions in the Sky, The Books, gli Envy, i Tarentel, William Basinski, Eluvium e i Mono.